# The Trolley Song
«The Trolley Song» — песня, написанная Хью Мартином (музыка) и Ральфом Блейном (слова) для американского музыкального фильма «Встреть меня в Сент-Луисе», вышедшего на экраны в 1944 году. В этом кинофильме её поёт Джуди Гарленд.

## История
Сайт Songfacts рассказывает:
Слова написал Ральф Блейн. Ему сказали написать для этого фильма песню о трамваях, но он никак не мог поймать вдохновение. В итоге что-то сочинить ему удалось после того, как он пошёл в библиотеку и нашёл детскую книжку с картинкой сентлуисского трамвая, надпись у которой гласила: «Clang, clang, clang went the jolly little trolley».
Песню в фильме исполняет Джуди Гарленд. Согласно распространëнному мифу, она записала её с одного дубля.

## Признание
Песня была номинирована на «Оскар» 1944 года в категории «Лучшая песня», но проиграла песне «Swinging on a Star» (музыка Джеймса Ван Хьюзена, слова Джонни Бурка), исполнявшуюся Бингом Кросби в фильме «Идти своим путём».
Американский институт киноискусства поместил песню «The Trolley Song» (в версии из фильма 1944 года «Встреть меня в Сент-Луисе») на 26-е место своего списка ста лучших песен из американских кинофильмов.